# Paul Laxalt
Pour les articles homonymes, voir Laxalt.
Paul Dominique Laxalt, né le 2 août 1922 à Reno (Nevada) et mort le 6 août 2018 à McLean en Virginie,, est un homme politique américain membre du Parti républicain, gouverneur puis sénateur du Nevada.

## Biographie

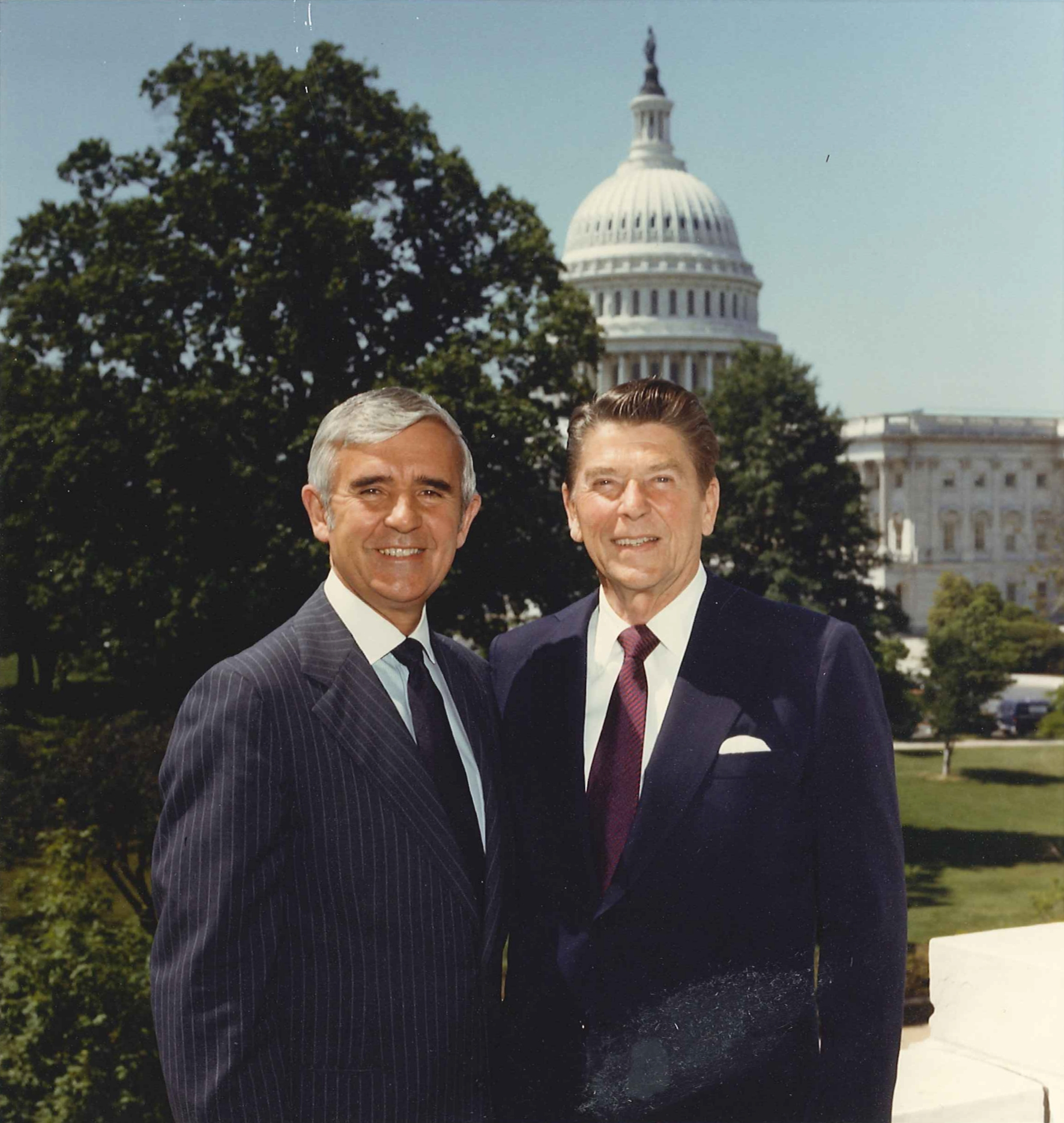
Paul Laxalt et Ronald Reagan en 1980.

Fils d'un couple d'origine basque, de Saint-Étienne-de-Baïgorry, (province de Basse-Navarre), Dominique Laxalt et Thérèse Alpetche, il est le frère de l'écrivain Robert Laxalt (en).
Gouverneur du Nevada de 1967 à 1971, il est candidat à la primaire républicaine pour l'élection présidentielle de 1988.
Proche de Ronald Reagan, il est surnommé The First Friend.